# Ambasadorowie Chin w Jordanii
Chińska Republika Ludowa posiada swojego przedstawiciela w randze ambasadora w Jordańskim Królestwie Haszymidzkim od roku 1977.
| L.p. | Ambasador      | Okres pełnienia funkcji          |
| ---- | -------------- | -------------------------------- |
| 1.   | Gu Xiaobo      | grudzień 1977 – kwiecień 1982    |
| 2.   | Huang Shixie   | czerwiec 1982 – maj 1985         |
| 3.   | Zhang Zhen     | lipiec 1985 – marzec 1989        |
| 4.   | Zhang Deliang  | październik 1989 – luty 1993     |
| 5.   | Wang Shijie    | listopad 1993 – grudzień 1995    |
| 6.   | Liu Baolai     | sierpień 1995 – kwiecień 1999    |
| 7.   | Qiu Shengyun   | lipiec 1999 – kwiecień 2001      |
| 8.   | Chen Yonglong  | sierpień 2001 – czerwiec 2003    |
| 9.   | Luo Xingwu     | październik 2003 – sierpień 2006 |
| 10.  | Gong Xiaosheng | wrzesień 2006 – październik 2008 |
| 11.  | Yu Hongyang    | od października 2008             |